# Paradecolya inexspectata
Paradecolya inexspectata är en insektsart som först beskrevs av Lucien Chopard 1957.  Paradecolya inexspectata ingår i släktet Paradecolya och familjen vårtbitare. Inga underarter finns listade i Catalogue of Life.